# Abigail Breslin
Abigail Kathleen Breslin (n. 14 aprilie 1996) este o actriță și cântăreață americană. A debutat în cinematografie la vârsta de cinci ani cu filmul Semne (2002). A mai jucat în Little Miss Sunshine (2006), pentru care a fost nominalizată la Premiul Oscar pentru cea mai bună actriță în rol secundar, No Reservations (2007), Nim's Island (2008), Definitely, Maybe (2008), My Sister's Keeper (2009), Zombieland (2009), Rango (2011), August: Osage County (2013), The Call (2013), Ender's Game (2013), Perfect Sisters (2014)  și Maggie (2015).